# Qüestionament (sexualitat i gènere)
El qüestionament del propi gènere, identitat sexual, orientació sexual, o tots tres alhora, és un procés d'exploració fet per persones que poden no estar segures, o encara explorant, i sensibles al fet que se'ls apliqui una etiqueta social per diverses raons. En anglès, la lletra "Q" és de vegades afegida al final de l'acrònim LGBT (lesbiana, gai, bisexual, transgènere) i pot referir-se tant a queer com a qüestionant.
Autors com Jose Cabrera consideren que el sexe de la persona no és obvi, no es basa en els genitals externs, i una mostra n'és la intersexualitat. Per a ells, especificar que una persona no ha decidit la seva identitat sexual, en marcar-la com a indeterminada, és com fer-ho com a home o dona, però amb una tercera categoria a part: “Aquella persona tampoc ha escollit ser no determinat, de la mateixa manera que no ha escollit ser home o dona”.

## Adolescència
Durant l'etapa d'adolescència, poden sorgir qüestionaments sobre la pròpia sexualitat o gènere, juntament amb altres aspectes relacionats, durant el procés de construcció d'identitat de la persona. És una etapa on l'exploració, l'aprenentatge i l'experimentació tenen lloc en diversos àmbits vitals. Mentre que algunes persones tenen poca dificultat per a l'autoidentificiació, d'altres travessen un moment de confusió i incertesa durant aquesta etapa. Poden tenir diversos dilemes a l'hora d'entendre la pròpia sexualitat, orientació sexual, identitat de gènere, per decidir si encaixen o no en alguna de les etiquetes socials preconcebudes en relació amb aquests aspectes.
Segons l'Associació Americana de Psicologia, l'adolescència pot ser un període d'experimentació, i molts joves poden qüestionar els seus sentiments sexuals. Esdevenir conscient dels sentiments sexuals és una tasca del desenvolupament normal de l'adolescència. De vegades, els adolescents poden tenir sentiments vers persones del mateix sexe o experiències que causen confusió sobre la seva orientació sexual. Aquesta confusió tendeix a atenuar-se amb el temps, amb resultats diferents per a individus diferents. El gènere, la sexualitat o l'orientació sexual no sempre coincideixen. Això significa que, per exemple, si una persona s'identifica com a heterosexual, pot sentir-se atret per algú del sexe oposat i tenir relacions sexuals amb algú del mateix sexe sense necessàriament identificant-se a si mateix com a bisexual. La importància rau a entendre que una persona potser no necessita autoaplicar-se una etiqueta social en relació amb la seva identitat, orientació o activitat sexual. Els individus que no s'identifiquen a si mateixos com a homes, dones, transgènere, heterosexuals, homosexuals, bisexuals o de sexualitat fluida, sovint es refereixen a ells mateixos com a gènere neutre, genderqueer o agènere.

## Comportaments
Segons la revista International Journal of Choice Theory & Reality Therapy, les maneres en què els éssers humans es comporten es basa en les necessitats bàsiques de supervivència, amor i pertinença, poder, llibertat i diversió. Un individu canviarà els seus comportaments per tal de satisfer aquestes necessitats. En el cas de qüestionament identitari durant la joventut, alguna o cap d'aquestes necessitats no són assolides. És llavors quan el comportament d'una persona pot esdevenir confús i això pot desanimar-la a satisfer la necessitat de sobreviure, sentir-se estimada o part d'un grup, cercar la llibertat, el poder o la diversió.

## Desenvolupament
Segons el punt de vista d'Ernesto Spinelli, la identitat de gènere és crucial en el desenvolupament d'una persona jove, ja que és una part gran de la seva identitat social personal. Ell pensa que la confusió i qüestionament implicades dins la formació d'identitat de gènere pot ser influïda per la necessitat d'encabir en conceptes binaris o adherir-se a algun dels ideals socials construïts per l'opinió pública. El sexe assignat d'una persona al naixement, altrament conegut com a sexe natal, no és sempre intercanviable amb els termes com identitat de gènere o rol de gènere.
Els processos socials de construcció de la masculinitat i la feminitat poden també tenir un paper causant de confusió entre les persones joves i impacten en la manera com senten i com s'han de comportar si s'identifiquen amb determinades identitats de gènere o orientacions sexuals.
La conscienciació de la pròpia orientació sexual contribueix fortament a la formulació de la pròpia identitat de gènere. Els dos conceptes són igualment importants dins del procés de desenvolupament d'un individu durant l'etapa adolescent. El qüestionament de la sexualitat d'un individu jove o de la seva orientació sexual ve a joc en una varietat de situacions, malgrat la pròpia experiència o manca d'aquesta.

## Societat
L'aspecte social és un factor significatiu que pot fer que la gent que es qüestiona la pròpia identitat no trobi un espai segur on poder experimentar i establir la seva sexualitat i el seu gènere. La necessitat d'acceptació social per la resta de membres del seu grup i de la societat durant l'adolescència dona a l'individu el sentiment de pertinença; per això, la por al rebuig o discriminació pot fer que certs joves no mostrin públicament la seva identitat incerta.